# والتر يوجين كلارك
والتر يوجين كلارك (بالإنجليزية: Walter Eugene Clark)‏ هو لغوي أمريكي، ولد في 8 سبتمبر 1881 في Municipality of the District of Digby ‏ في كندا، وتوفي في 30 سبتمبر 1960 في فيستا في الولايات المتحدة.